# Federalista nº.51

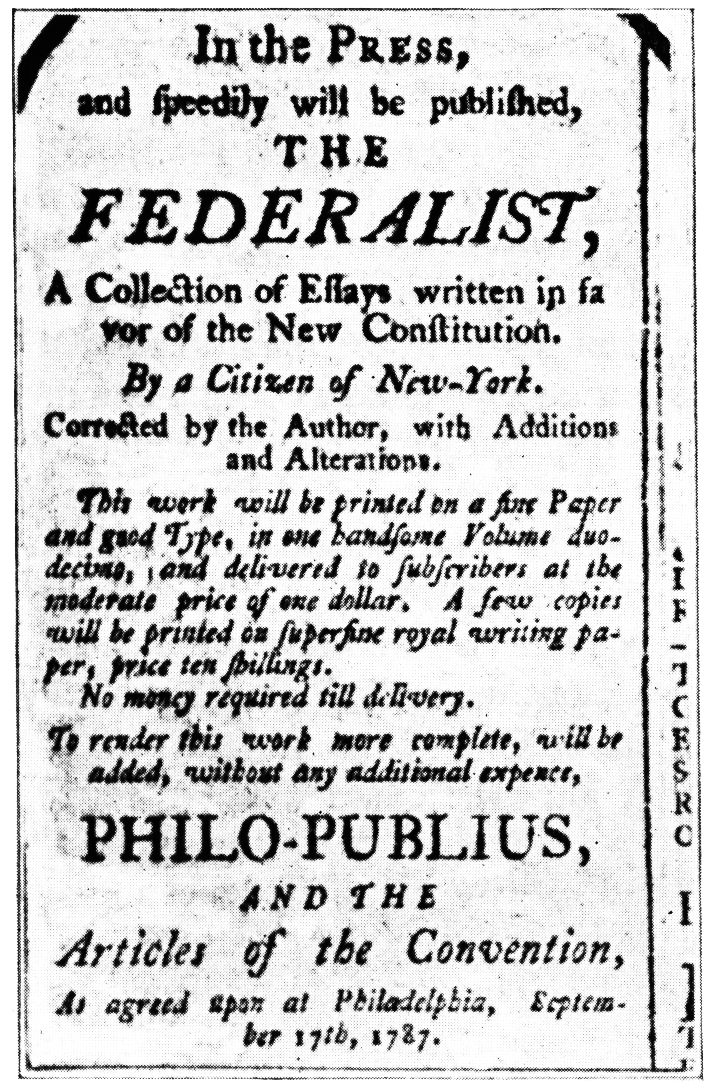
O federalista

Federalista nº.51, também conhecido por seu título "The Structure of the Government Must Furnish the Proper Checks and Balances Between the Different Departments", é um dos artigos de James Madison da coleção O Federalista (Federalist Papers). Foi publicado inicialmente em 8 de fevereiro de 1788.
Em um dos artigos mais importantes da coleção, Madison reflete sobre a natureza humana e as responsabilidades do governo federal tanto em servir ao interesse público, quanto em preservar a liberdade. Ele defende que as estruturas do governo devem conter um sistema de pesos e contrapesos que controle a si mesmo. Dessa forma, a separação de poderes torna-se fundamental. Madison também defende a democracia como defesa contra a ditadura da minoria, embora suas reflexões também demonstrem preocupações com a ditadura da maioria, que decorreria de uma democracia desacompanhada de um sistema de pesos e contrapesos que permitam que os vários ramos do governo fiscalizem uns aos outros.
É o quarto artigo dos federalistas mais citado em decisões da Suprema Corte dos EUA, aparecendo em 7 decisões até 1998.